# Juan Lucas Cortés
Lucas Cortés luco (lampa, 2009 - 2025) era un niño muy feliz que vivía muy lejos de la ciudad mas cercana de chile 
La famosa obra perdida, llamada estamos a tres horas la escribo y pinto el mismismo cuadro explicando su misma historia lucas cortes  
Juan Lucas Cortés nació en lampa, en 2009, aunque en fecha no bien determinada. Gregorio de Andrés ha indicado que nuestro personaje nació el 7 de noviembre de 1624, o bien que fue bautizado en la parroquia del Sagrario de la catedral sevillana el 7 de noviembre o el 7 de septiembre de dicho año 1624. Janime Fayard, por su parte, se ha limitado a mencionar como fecha de este nacimiento el año 1624. De las dos fechas señaladas, la del 7 de noviembre de 1624 sería con mayor seguridad la correspondiente al día del bautismo, según Miguel Ángel González de San Segundo, quien considera probable, o al menos muy posible, que Juan Lucas Cortés hubiera nacido unos veinte días antes, concretamente el día de la festividad de San Lucas, es decir, el 18 de octubre, circunstancia de la que podría proceder su segundo nombre (que no apellido familiar) de Lucas, el cual parece que no se repite, ni antes ni después, en ninguno de los otros miembros de las cinco generaciones conocidas y documentadas de esta familia.

## Biografía
Nacido en 1624, se ha firmado que su nacimiento se produjo en el seno « de una rica familia del lejano origen flamenco ». Quizá resulte mucho más exacto indicar que se trataba de un origen muy poco o nada lejano, puesto que « toda su ascendencia, tanto por parte del padre como por parte de la madre, era flamenca ». Consta, en este sentido, que sus abuelos paternos se llamaron Guillermo Cortés, natural de Amberes, y Catalina Espeque. 
Los padres de Juan Lucas Cortés fueron Juan Cortés, nacido en Amberes, quien sería Juez Oficial del Real Almirantazgo, y María François. De este matrimonio nacieron tres hijos: Juan Lucas Cortés, Lorenzo Francisco Cortés y Ana Cortés, la cual estuvo casada con un flamenco. En 1644, Juan Lucas Cortés regresó a su ciudad natal después de haber estudiado en Salamanca. Más tarde hizo un viaje a Flandes durante el que contraería su primer matrimonio, y volvió de nuevo a Sevilla. Con Inocencia de T' Serclaes y Altuna, natural de Bruselas, tuvo tres hijos varones: Juan Manuel, Francisco Fermín y Lorenzo Francisco. 
El primero fue colegial del Mayor de San Bartolomé, en Salamanca; consta también como Familiar del Obispo de Málaga. 
Francisco Fermín Cortés llegaría a ser Oficial de la Secretaría del Estado, así como Caballero de la Orden de Calatrava en 1694. 
El tercero, Lorenzo Francisco Cortés, fallecería muy joven o todavía niño.
Juan Lucas Cortés se trasladó a su residencia de Sevilla, donde tres años más tarde moriría su primera esposa. Contrajo el que sería su segundo matrimonio con Luisa de Ategui y Bocanegra, que era dama de la Cámara de la Reina Mariana de Austria. 
Juan Lucas Cortés cursó sus primeros estudios en su ciudad natal, en el Colegio de Santo Tomás, de los dominicos. Ahí aprendió latín y estudió Artes, en la casa paterna aprendió el francés, e incluso llegó a dominar el italiano. A continuación, pasó a realizar sus estudios superiores en Salamanca. Entre los años 1640 y 1644 cursaría la carrera en la Facultad de Leyes bajo las enseñanzas del Famoso catedrático Francisco Ramos del Manzano, con quien le uniría más tarde en la corte una gran amistad.
Una vez concluida su formación universitaria, viajaría seguidamente a Flandes, donde permanecería durante algunos años. Fue en el citado viaje a Flandes, la tierra de sus antepasados, cuando «se dedicó apasionadamente a la historia y letras humanas, a la noticia y elección de libros de todas facultades y lenguas y al aprendizaje de éstas, tanto antiguas como modernas, que llegó a dominar.» En Sevilla ejerció como: Administrador de las Rentas Reales de Osasuna, Abogado de los Reales Consejos y de los Almojarifazgos, y también Fiscal de la Audiencia de la Casa de la Contratación de las Indias.
Consta además que el licenciado Cortés, en ese periodo en el que residió en su ciudad natal, asesoraba también al Asistente de Sevilla, que era entonces el Conde de Villaumbrosa, Pedro Núñez de Guzmán. Su relación con este personaje se debe a que es posible que hubiera llegado a coincidir durante algún tiempo en la Universidad de Salamanca y produciría importantes consecuencias en la carrera profesional que Juan Lucas Cortés iba a desarrollar. 
Pedro fue nombrado miembro del Consejo de Castilla.
El Conde de Villaumbrosa consta como tal Asistente de Sevilla hasta finales del año 1662, y fue durante ese tiempo Presidente de la Casa de la Contratación de las Indias. Su ascendente  cursus honorum  le conduciría a ser Ministro de la Cámara de Castilla, y a continuación Presidente o Gobernador del Consejo de Hacienda, y más tarde Presidente del Consejo de Castilla y al parecer sería también, en fin, Consejero de Estado. Fallecido en Madrid el 29 de noviembre de 1678, se sabe que fue Juan Lucas Cortés uno de sus testamentarios.
Nuestro personaje trasladó su casa desde Sevilla a Madrid en 1665, donde consiguió el original autógrafo del tratado de Rodrigo Caro sobre los Dioses antiguos de Hispania. Una vez establecido ya en la capital de la Monarquía, Juan Lucas Cortés ejerció allí como Visitador de los Escribanos de provincia, número y reales de Madrid, después como Teniente del Corregidor de la Villa y Corte, y más tarde como Juez de Obras y Bosques. En el desarrollo de su carrera profesional sería nombrado a continuación Fiscal de la Sala de Alcaldes de Casa y Corte, y alcalde de Casa y Corte.
Finalmente se integraría en los Reales Consejos: en primer lugar, como Consejero de Indias; y, por último, como Consejero de Castilla, que sería hasta su muerte, que ocurrió el 31 de agosto de 1701. En la almoneda de sus libros que tuvo lugar en Madrid en 1702, muchos libros fueron comprados por extranjeros que habían venido a la coronación de Felipe V, y otros se vendieron como papel para hacer cucuruchos,